# Wilhelm Goerdt
Wilhelm Goerdt (ur. 9 grudnia 1921 w Bochum, zm. 7 września 2014 w Neheim) – niemiecki historyk filozofii, specjalista w zakresie niemarksistowskiej filozofii rosyjskiej.

## Życiorys
Studiował filozofię i slawistykę na Westfalskim Uniwersytecie Wilhelma w Münsterze, który ukończył w 1960. Habilitował się na tejże uczelni w 1968 roku w oparciu o rozprawę poświęconą Iwanowi Kiriejewskiemu. Potem wykładał filozofię na Ruhr-Universität, gdzie kierował katedrą filozofii rosyjskiej.

## Wybrane publikacje
- Russische Philosophie: Grundlagen, Herder 1995 und 2002 ISBN 978-3-495-48076-2
  - Wilhelm Goerdt: Historia filozofii rosyjskiej. Przekł. Jacka Antkowiaka, redakcja naukowa s. dr hab. Teresy Obolevitch. Kraków: Wydawnictwo WAM, 2012. ISBN 978-83-7505-939-7. Brak numerów stron w książce
- Russische Philosophie. Zugänge und Durchblicke, Texte, Alber 1984 und 1989
- Die Sowjetphilosphie: Wendigkeit und Bestimmtheit. Dokumente, Wiss. Buchgesellschaft, Darmstadt 1967
- Die "allseitige universale Wendigkeit" (gibkost') in der Dialektik V. I. Lenins, Wiesbaden 1962 [=Dissertation 1960]